# فلاديتوريس دي جاراما
فلاديتوريس دي جاراما (بالإنجليزية: Valdetorres de Jarama)‏ هي بلدية ومدينة في منطقة الحكم الذاتي وتقع في منطقة مدريد في وسط إسبانيا. تبلغ مساحة هذه المدينة 33.52 (كم²)، ويبلغ عدد سكانها 4042 نسمة حسب إحصاء سنة 2010 م.